# أندرو تايلور (رسام)
أندرو تايلور (بالإنجليزية: Andrew Taylor)‏ هو مصمم مطبوعات ورسام أسترالي، ولد في 21 مارس 1967 في ملبورن في أستراليا.